# 短副克奈氏魚
短副克奈氏魚為輻鰭魚綱鼠鱚目尼羅魚科的其中一種，分布於非洲西部的淡水流域，本體長可達7.2公分，棲息在中底層水域，可做為食用魚。